# اندیشه‌نگاشت
اندیشه‌نگاشت یا ایدوگرام (به انگلیسی: Ideogram)، یک نماد گرافیکی است که پنداره‌ای را نمایش می‌دهد، تا آنکه گروهی از حروف باشد که بر پایهٔ آواهای گفتاری، کنار هم قرار گیرند، آن‌چنان‌که در زبان‌های الفبایی این گونه است. هم‌چنین باید دانست که اندیشه‌نگاشت، الزاماً نمایشگر شکل ظاهری آن پنداره نیست.

## پیشینه اندیشه‌نگاری
در دورهٔ آغازین خط و دبیره، پیرامون ۵۵۰۰ سال پیش (دورهٔ تصویرنگاری)، مردمان برای نشان دادن منظور خود، شکل و تصویر چیزی را می‌کشیدند. بعدتر این شکل‌های آغازین ساده‌تر شده و دارای مفاهیم جدی‌تری شدند. این دوره را اندیشه نگاری گویند. دیگر، شکل یا نشان رسم شده شبیه آن شی نخستین نیست و معنای مشخص نخستین را نیز ندارد. برای نمونه نشانی که بیشتر شبیه ستاره بود (سه خط که به شکل ضربدری بر روی هم رسم شده) در آغاز تنها به معنای «خورشید» بود؛ ولی بعدها در دوره اندیشه‌نگاری معناهای گوناگونی همچون «آسمان» و «خدا» را نیز به خود گرفت.